# Ведьма (фильм, 1916)
«Ведьма» — полуфантастическая драма на сюжет одноимённого романа Е. А. Нагродской. Фильм не сохранился.

## Сюжет
Банкир, дипломат и сын одного из них отправляются на пустынную дачу для вызова «дьявола». Дьявол является: это просто очаровательная актриса, автомобиль которой сломался у ворот дачи. Начинается действие злых чар: все трое влюбляются в неё, ссорятся, разоряются, стреляются, бросают жён, дочерей, невест. Младший, уверовавший в колдовское начало своей возлюбленной, заманивает её на ту же дачу и сжигает, как ведьму. При этом в фильме есть и определённо комические сцены: героиня назначает свидание всем троим зараз и они, как по команде, направляются к ней по трём аллеям парка.
— 

## Критика
Исполнение слабо. Положительная и очень выигрышная часть — декоративная часть. Картина разыграна на фоне прекрасных летних пейзажей, в нём показано одно из красивейших имений, и это приводит к тому, что, несмотря на явно нелепое содержание и грубоватую игру актёров, картина смотрится легко и с интересом.
— 